# Neolimnomyia filata
Neolimnomyia filata là một loài ruồi trong họ Limoniidae. Chúng phân bố ở miền Cổ bắc.